# Ducati 851/888
Les 851 et 888 sont des modèles de moto sportive, créées et commercialisées par la firme italienne Ducati.
La 851 est présentée officiellement au salon de Milan de 1987 et inaugure un tout nouveau moteur, le Desmoquattro. Ce dérivé du pantah utilise quatre soupapes par cylindre, abandonne le refroidissement par air au profit d'un refroidissement liquide et se voit greffé d'un alimentation de carburant par injection électronique.
La commercialisation de la 851 ne débute qu'en mai de l'année suivante. Elle est proposée en deux versions. La première, appelée Strada et proposée à 300 exemplaires, est la moto de route. La seconde, appelée Kit sort à 200 exemplaires et permet d'homologuer la 851 pour l'engager en championnat du monde de Superbike.

La version Kit est un peu plus puissante, 119 chevaux à 10 500 tr/min, pour 260 km/h en vitesse de pointe. Les arbres à cames et les pistons sont différents, les rapports de boîte sont plus rapprochés. Le poids est également en baisse de 5 kg et le réservoir ne fait que 20 litres.

À l'origine, les deux modèles utilisent des roues de 16 pouces Marvic, ce qui n'est pas sans poser de problèmes aux habitués des roues plus grandes. De plus petites roues avaient tendance à faire se relever la moto au freinage. Les derniers modèles Kit reçoivent néanmoins des roues de 17 pouces, également plus adaptées aux pneus slick.

Le freinage est confié à Brembo et les suspensions proviennent de chez Marzocchi.

Toutes deux reçoivent une peinture tricolore, vert blanc et rouge.
En 1989, la 851 délaisse son appellation Strada pour un simple 851. Elle n'est disponible qu'en rouge et en version une seule place monoposto.

La fourche, toujours Marzocchi, voit son débattement réduit de 5 mm, tandis que le monoamortisseur passe à 65 mm. Les disques de freins sont remplacés par des éléments de 320 mm de diamètre à l'avant et 245 mm de diamètre à l'arrière. Le poids grimpe à 200 kg et le réservoir ne fait que 20 litres.
Parallèlement, une version SP1 utilise un moteur réalésée à 94 mm pour 888 cm³ et 134 chevaux à 10 500 tr/min pour 155 kg. C'est une version produite en quantité limitée, remplaçant la Kit et uniquement disponible en version monoposto. 
En 1990, la version monoposto est remplacée par la biposto, permettant de loger un éventuel passager.

La SP2 apparaît, avec son lot d'améliorations telles que l'adoption d'une fourche inversée et d'un monoamortisseur signés Öhlins. Le moteur est plus puissant, avec 116 chevaux à 10 500 tr/min pour 188 kg.

Raymond Roche remporte le championnat pilote et constructeur en superbike sur la machine d'usine appelée Corsa.

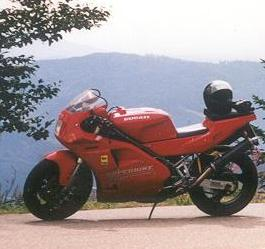
La 888

En 1991, les éléments de suspension sont améliorés et remplacés par une fourche inversée Showa et un monoamortisseur Öhlins. L'esthétique est retravaillée en 1992 et préfigure ce que sera la 888.

La SP3 n'évolue pas beaucoup par rapport à sa devancière. Elle gagne juste quelques pièces en fibre de carbone et une décoration rappelant la moto de Raymond Roche.

Doug Polen remporte le championnat pilote et constructeur superbike sur une Corsa de 143 chevaux pour 143 kg.
En 1992, la SP4 n'évolue pas en profondeur. Elle est complétée par la SPS, utilisant le moteur de la version engagée en superbike en 1991 et ses 126 chevaux à 10 500 tr/min pour 185 kg.

Doug Polen arrache le titre constructeur superbike.
La 851 laisse sa place à la 888 début 1993. Cette moto sert avant tout d'élément de transition entre la vieillissante 851 et la 916 encore en phase de développement. Elle reprend donc les moteurs équipant la série des SP. Il est annoncé à 104 chevaux à 9 000 tr/min.

La même année, la SP5 remplace la SP4 et reprend le moteur de la SPS réaffûté. Il délivre maintenant 118 chevaux pour le même régime. Elle est affichée à 21 000 €.

La version Corsa utilise un moteur de 926 cm³ et 147 chevaux et permet de remporter le titre constructeur à Carl Fogarty.